# Everybody in Love
„Everybody in Love” este un cântec al formației britanice JLS. Acesta a fost compus de J.R. Rotem și a fost inclus pe materialul discografic de debut al grupului, JLS. Piesa a avut premiera la posturile de radio din Regatul Unit pe data de 14 septembrie, fiind lansată sub titulatura de cel de-al doilea single al albumului. „Everybody in Love” este și primul single de pe album ce beneficiază de promovare în Statele Unite ale Americii.
Înregistrarea a beneficiat o campanie de promovare și de un videoclip regizat de Marcus Raboy și filmat în Los Angeles, California. „Everybody in Love” a primit în general recenzii favorabile din partea criticilor muzicali de specialitate, însă a fost blamat pentru lipsa de originalitate pe care o afișează. Piesa a fost interpretată de două ori în emisiunea-concurs The X Factor, prima reprezentație fiind realizată pentru a coincide cu lansarea compoziției în format digital, pe data de 1 noiembrie 2009.
Cântecul a debutat pe locul 1 în UK Singles Chart, reușind să câștige aceeași poziție în ierarhiile celor mai difuzate piese, celor mai bine vândute descărcări digitale și în lista cântecelor R&B din Regatul Unit. Prezențe notabile au fost înregistrate și în Estonia sau Irlanda. După lansarea în America de Nord, „Everybody in Love” a activat într-un număr restrâns de ierarhii, cea mai notabilă poziționare fiind înregistrată în Billboard Pop Songs, unde a devenit un șlagăr de top 40.

## Informații generale
Primele informații referitoare la cel de-al doilea single al grupului au fost dezvăluite de componentul Jonathan „JB” Gill pe data de 14 august 2009. Despre cântec artistul a declarat următoarele: „Știu că nu este încă disponibil dar acesta va deveni cel mai bun single de pe album pentru noi [...] Va fi absolut uriaș”. Premiera înregistrării s-a materializat pe data de 14 septembrie 2009 la postul de radio Capital FM, din Londra, coperta oficială a discului single și a descărcării digitale fiind dată publicității cu o zi înainte. Inițial, „Everbody in Love” se dorea a fi lansat ca primul extras pe single al albumului, însă în ultimul moment s-a optat pentru promovarea înregistrării „Beat Again”.
Primele reacții la adresa compoziției au fost pozitive, Nick Levine de la Digital Spy considerând că deși „nu este fără precedent, «Everybody in Love» este molipsitor și foarte simpatic”. Ulterior, în mediul online a apărut o versiune neoficială a cântecului în interpretarea grupului de muzică animat Alvin and the Chipmunks.
De asemenea, formația a inițiat o competiție prin intermediul website-ului YouTube.com în care își rugau fanii să posteze videoclipuri cu propria lor versiune a cântecului, câștigătorii fiind desemnați după data de 2 noiembrie 2009. „Everybody in Love” a devenit și prima compoziție a grupului ce a fost lansată în America de Nord, regiune unde a promovarea sa a luat startul în luna primăvara a anului 2010.

## Recenzii
Percepția asupra cântecului a fost preponderent favorabilă. Simon Taylor de la AngryApe consideră că „«Everybody In Love» este balada ce semnifică faptul că formația nu se limitează la un singur stil muzical. [...] deși nu este la fel de bun precum primul lor single, este totuși unul dintre cele mai interesante cântece ale anului 2009, [...] constituind o combinație de R&B alunecos și pop — tipul de lucru pe care Blue l-ar lansa dacă ar mai ajunge într-un studio acum că s-au reunit”. I Like Music consideră că piesa „este un imn pentru iubitorii de peste tot, cu un sound ce combină elementele clasice ale muzicii R&B cu cea mai bună producție pop de astăzi, fiind un cântec ce le pune în valoare vocile foarte bine celor patru”. De asemenea, PopJustice include piesa în categoria „Cântecul zilei”, în timp ce Nick Levine de la Digital Spy susține faptul că: „în timp ce Westlife au lansat o nouă preluare prietenoasă, JLS sunt aici să ne amintească de trecutul tineresc și exuberant al formației”, oferind trei puncte dintr-un total de cinci. Entertainment Focus compară înregistrarea cu un cântec interpretat de Usher, declarând: „Beat-urile delicate, refrenul umplut de armonii și vocile netede sunt catifea pentru urechi. Este discutabil aspectul conform căruia piesa nu este foarte originală, dar nu acesta este subiectul. JLS realizează muzică pop de calitate cu înclinații R&B și o fac bine”.
Mai puțin impresionată de cântec s-a arătat Female First, care este de părere că „a fost pus accentul prea mult pe producție, din nou, lucru deloc surprinzător dat fiind faptul că această formație provine de la fabrica lui Simon Cowell și îi dă «grupului de băieți» strâns și perfect din punct de vedere vocal un sound pe care îl știm atât de bine după ani de zile de Westlife și Boyzone”, continuând: „deși sunt extrem de predictibili, cântecul funcționează la un nivel de suprafață și melodia molipsitoare se va dovedi un șlagăr, în special în rândul adolescenților și în această privință își face treaba. Totuși ar fi frumos să ascultăm ceva mai puțin evident data viitoare”.

## Promovare
Cântecul a fost interpretat în cadrul spectacolului The X Factor din data de 1 noiembrie 2009, alături de JLS pe scenă urcând și formația americană Bon Jovi, care au prezentat audienței înregistrarea „We Weren't Born to Follow”. Cele două momente au sporit popularitatea spectacolului, vârful de audiență înregistrând aproximativ 14,7 milioane de telespectatori, cu 0,5 milioane mai mult decât în precedenta ediție, când au fost susținute recitaluri de Cheryl Cole și Whitney Houston. De asemenea, grupul a revenit pe scena spectacolului pentru a interpreta „Everybody In Love” și în timpul finalei desfășurate pe data de 13 decembrie 2009. De această dată au fost acompaniați de câștigătoarea emisiunii din anul precedent, Alexandra Burke, care a prezentat audienței șlagărul său „Bad Boys”. Piesa a fost interpretată și în timpul galei premiilor BBC Switch Live 2009 pe data de 8 noiembrie, unde formația a ridicat trofeul la categoria „Artist remarcabil”. Alte reprezentații live au avut loc în timpul unor emisiuni sau evenimente precum The Friday Show, Jingle Bell Ball, Christmas Light Switch sau Children in Need 2009.

## Nominalizări și premii
| An   | Titlu                | Secțiunea             | Rezultat | Notă   |
| ---- | -------------------- | --------------------- | -------- | ------ |
| 2010 | Digital Music Awards | Cel mai bun videoclip | Câștigat | [ 43 ] |

## Ordinea pieselor pe disc
| \| Nr. \| Titlul \| Durată \| \| ----------------------------------------------------------------- \| ----------------------- \| ------ \| \| Disc single distribuit în Irlanda[44] și Regatul Unit[2] \| \| \| \| 1. \| „Everybody In Love” [A] \| 3:17 \| \| 2. \| „Spell It Out” [B] \| 3:54 \| \| Descărcare digitală distribuită în Irlanda[44] și Regatul Unit[3] \| \| \| \| 1. \| „Everybody In Love” [A] \| 3:17 \| \| 2. \| „Spell It Out” [B] \| 3:54 \| \| Descărcare digitală distribuită în America de Nord[45][46] \| \| \| \| 1. \| „Everybody In Love” [C] \| 3:16 \| | - Discul single distribuit în Irlanda și Regatul Unit conține și un poster. Specificații - A ^ Versiunea de pe albumul părinte JLS. - B ^ Cântec inclus pe fața B. - C ^ Versiune distribuită în America de Nord. |        |
| Nr. | Titlul | Durată |
| Disc single distribuit în Irlanda și Regatul Unit | |        |
| 1. | „Everybody In Love” [A] | 3:17   |
| 2. | „Spell It Out” [B] | 3:54   |
| Descărcare digitală distribuită în Irlanda și Regatul Unit | |        |
| 1. | „Everybody In Love” [A] | 3:17   |
| 2. | „Spell It Out” [B] | 3:54   |
| Descărcare digitală distribuită în America de Nord | |        |
| 1. | „Everybody In Love” [C] | 3:16   |

## Videoclip
Videoclipul cântecului a fost filmat în Los Angeles, California în Statele Unite ale Americii. De regie s-a ocupat Marcus Raboy, care a lucrat anterior cu artiști precum Danity Kane, Mary J. Blige, Rihanna sau Shania Twain. Premiera materialului a avut loc pe data de 21 septembrie 2009, la doar șapte zile de la prima difuzare a piesei la posturile de radio din Regatul Unit. În timpul documentarului JLS Revealed difuzat de ITV 2 pe 7 noiembrie 2009 s-au dezvăluit informații conform cărora videoclipul a fost filmat în luna august a aceluiași an.
Scurtmetrajul îi prezintă pe cei patru componenți JLS în timp ce realizează o serie de coregrafii pe o scenă, în fața unui public. De asemenea, interpreții sunt afișați și separat, în aceste cadre fiind acompaniați de câte o persoană de sex feminin. Materialul a fost recompensat cu un premiu la gala premiilor Digital Music Awards din anul 2010, la categoria „Cel mai bun videoclip”, fiind una dintre cele două distincții acordate formației.

## Prezența în clasamente
Lansat pe data de 1 noiembrie în format digital și pe 2 noiembrie în format CD, cântecul a devenit la scurt timp un succes în Regatul Unit, ocupând locul 1 în ierarhia întocmită de magazinul virtual iTunes. Conform clasamentelor mijlocului de săptămână din Regatul Unit piesa s-a comercializat în de două ori mai multe exemplare decât ocupanta poziției secunde, „Fight for This Love” (înregistrarea lui Cheryl Cole). Odată cu publicarea clasamentului oficial, JLS au dobândit cel de-al doilea single ce urcă pe locul 1 în UK Singles Chart, lucru datorat celor 121.810 de unități vândute. Concomitent, „Everybody in Love” a debutat pe treapta cu numărul 1 în lista pieselor R&B și în ierarhia descărcărilor digitale. În același timp, în Irlanda, compoziția a debutat pe locul 2, surclasându-și predecesorul, care a obținut doar poziția cu numărul 3.
„Everybody in Love” a intrat și în clasamentele unor țări precum Bulgaria, Croația, Estonia sau Macedonia, regiuni unde a câștigat clasări de top 50. De asemenea, în clasamentul european compilat de Billboard cântecul a debutat pe locul 4, în timp ce în United World Chart a ocupat treapta cu numărul 20.
Concomitent cu înregistrarea „Everybody in Love”, în ierarhiile publicate de magazinul virtual iTunes din Regatul Unit în săptămâna lansării discului, „Spell It Out”, piesa de pe fața B, 
a figurat și ea în aceste liste. Maximul atins de „Spell It Out” a fost locul 72, însă cântecul nu a intrat în clasamentele britanice, toate vânzările fiind însumate la „Everybody in Love”. Un lucru similar s-a petrecut și cu predecesorul său, „Beat Again”.

## Clasamente
| Țară (clasament)                      | Poziția maximă | Referință |
| ------------------------------------- | -------------- | --------- |
| Bulgaria (APC Charts)                 | 43             | [ 60 ]    |
| Croația (e!Hot)                       | 37             | [ 55 ]    |
| Estonia (Uuno.ee)                     | 15             | [ 18 ]    |
| Europa (APC Charts — Euro 200)        | 36             | [ 61 ]    |
| Europa (Billboard — European Hot 100) | 4              | [ 57 ]    |
| Irlanda (IRMA — Descărcări)           | 4              | [ 62 ]    |
| Irlanda (IRMA)                        | 2              | [ 19 ]    |
| Macedonia (Antenna 5)                 | 25             | [ 56 ]    |

| Țară (clasament)                      | Poziția maximă | Referință |
| ------------------------------------- | -------------- | --------- |
| Regatul Unit (OCC — Difuzări «Radio») | 1              | [ 16 ]    |
| Regatul Unit (OCC — Descărcări)       | 1              | [ 15 ]    |
| Regatul Unit (OCC — UK R&B Chart)     | 1              | [ 17 ]    |
| Regatul Unit (OCC — UK Singles Chart) | 1              | [ 19 ]    |
| Scoția (OCC — Scottish Singles Chart) | 1              | [ 63 ]    |
| S.U.A. (Billboard Pop Songs)          | 38             | [ 20 ]    |
| S.U.A. (USA Airplay Hot 200)          | 51             | [ 64 ]    |
| United World Chart (Media Traffic)    | 20             | [ 58 ]    |

## Versiuni existente
| - „Everybody in Love” (versiunea de pe albumul JLS) - „Everybody in Love” (remix „Cahill & P Money”) | - „Everybody in Love” (remix „Dj Random's Remix”) - „Everybody in Love” (versiune interpretată de Alvin and the Chipmunks) |

## Personal
| „Everybody in Love” - Sursă: - Voce: JLS - Textieri: Wayne Hector și Jonathan Rotem - Producători: J.R. Rotem - Instrumental: J.R. Rotem - Voci de acompaniament: JLS și Wayne Hector - Înregistrat la „Rokstone” (Londra, Anglia) - Compilat de: Serban Ghenea la studiourile „MixStar” (Virginia Beach, Virginia, S.U.A.) | „Spell It Out” - Sursă: - Voce: JLS - Textieri: Matt Rowe, Stacey James, Jonathan Gill, Oriste Williams, Marvin Humes, Aston Merrygold - Compozitor: Matt Rowe - Înregistrat la studiourile de înregistrări Soho - Compilat de: Matt Rowe - Inginer de sunet: Jonathan Shakhovskoy |

## Datele lansărilor
| Țara         | Data lansării      | Casă de discuri | Format              | Referințe |
| ------------ | ------------------ | --------------- | ------------------- | --------- |
| Regatul Unit | 14 septembrie 2009 | Epic Records    | difuzare radio      | [ 1 ]     |
| Regatul Unit | 21 septembrie 2009 | Epic Records    | premieră videoclip  | [ 48 ]    |
| Irlanda      | 30 octombrie 2009  | Epic Records    | descărcare digitală | [ 44 ]    |
| Regatul Unit | 1 noiembrie 2009   | Epic Records    | descărcare digitală | [ 3 ]     |
| Regatul Unit | 2 noiembrie 2009   | Epic Records    | disc single         | [ 2 ]     |
| Canada       | 9 februarie 2010   | Jive Records    | descărcare digitală | [ 45 ]    |
| S.U.A.       | 9 februarie 2010   | Jive Records    | descărcare digitală | [ 46 ]    |
| S.U.A.       | 23 martie 2010     | Jive Records    | difuzare radio      | [ 68 ]    |

## Certificări și vânzări
| \| Țara/ clasament \| Vânzări/ puncte \| Certificare \| Referințe \| \| ------------------ \| --------------- \| ----------- \| --------- \| \| Regatul Unit \| +400.000 \| — \| [69] \| \| United World Chart \| +200.000 \| — \| [70] \| |                 |             |           |
| Țara/ clasament | Vânzări/ puncte | Certificare | Referințe |
| Regatul Unit | +400.000        | —           | [ 69 ]    |
| United World Chart | +200.000        | —           | [ 70 ]    |